# Алексиус Фридрих Кристиан Ангальт-Бернбургский
Алексиус Фридрих Кристиан Ангальт-Бернбургский (нем. Alexius Friedrich Christian von Anhalt-Bernburg; 12 июня 1767, Балленштедт — 24 марта 1834, Балленштедт) — князь (с 1807 — герцог) Ангальт-Бернбурга из рода Асканиев.

## Биография
Алексиус — единственный сын князя Ангальт-Бернбурга Фридриха Альбрехта и его супруги Луизы Альбертины Гольштейн-Плёнской. Алексиус наследовал отцу в Бернбурге в 1796 году. За годы его правления территория Ангальт-Бернбурга значительно увеличилась. В 1797 году к нему присоединилась одна треть княжества Ангальт-Цербст, родственная династия которого пресеклась. В 1809 году в его состав вошли Косвиг и Мюлинген с переводом конторы Тевтонского ордена в Ангальт-Бернбург. После того, как в 1812 году вымерла линия Ангальт-Бернбург-Хойм, к Ангальт-Бернбургу перешли Хойм и несколько эксклавов в Пруссии.
Князь Алексиус был выдающимся хозяйственником и многое сделал для развития Ангальт-Бернбурга. Большое внимание он уделял развитию образования, открытию новых школ и церквей. При князе Алексиусе развивалась также транспортная сеть, прокладывались новые дороги, в особенности в новоприобретённых районах. Своей главной задачей в промышленном развитии страны князь Алексиус видел развитие горного дела и металлургии. В 1826—1827 годах он построил в Бернбурге Театр К.-М. Вебера.
Князь-протестант был просвещённым и в религиозном отношении терпимым правителем. В 1820 году в Ангальт-Бернбурге под его эгидой был образован Союз обеих протестантских вероисповеданий. В 1826 году Ангальт-Бернбург вступил в Германский таможенный союз, в 1829 году князь учредил страховые Кассы помощи чиновникам пенсионерам, вдовам и сиротам.
В 1806 году Алексиус получил от императора Священной Римской империи Франца II герцогский титул для себя и своих потомков. В 1807 году после ликвидации империи Алексиус вступил в Рейнский союз. Часть войск Ангальт-Бернбурга воевала на стороне Наполеона в Тироле, в Испании, в России, под Данцигом и др. 1 декабря 1813 года Алексиус вышел из Рейнского союза и отправил свои войска уже против французов в Бельгию и Францию. 8 июня 1815 года он вступил в Германский союз.
После смерти герцога Ангальт-Дессау Леопольда III в 1817 году Алексиус принял на себя опекунство над несовершеннолетним герцогом Ангальт-Кётена Людвигом Августом и осуществлял его до смерти последнего в 1818 году.
6 мая 1793 года награжден российским орденом Святого Андрея Первозванного.

## Семья
Алексиус состоял в браке с принцессой Марией Фридерикой Гессен-Кассельской. У них родились четверо детей:
- Катарина Вильгельмина (1796)
- Луиза (1799—1882), замужем за принцем Фридрихом Вильгельмом Людвигом Прусским (1794—1863)
- Фридрих Амадеус (1801)
- Александр Карл (1805—1863), последний герцог Ангальт-Бернбурга, женат на Фридерике Шлезвиг-Гольштейн-Зондербург-Глюксбургской (1811—1902)

6 августа 1817 года герцог Алексиус развёлся со своей супругой по причине её прогрессирующей душевной болезни, которую она передала их обоим детям. В том же году герцог вступил в морганатический брак с Луизой Доротеей Фридерикой фон Зонненберг (1781—1818), которая после заключения брака получила титул фон Хойм. После её ранней смерти герцог Алексиус вновь вступил в морганатический брак с сестрой второй жены Эрнестиной Шарлоттой фон Зонненберг (1789—1845), также носившей титул фон Хойм.